# Pasmo Towarzystwa Królewskiego
Pasmo Towarzystwa Królewskiego (ang. Royal Society Range) – pasmo Gór Transantarktycznych w Ziemi Wiktorii w Antarktydzie Wschodniej.

## Nazwa
Nazwa pasma upamiętnia londyńskie The Royal Society i wiele jego szczytów zostało nazwanych na cześć członków towarzystwa . The Royal Society wsparło finansowo wyprawę Ekspedycję Discovery (1901–1904) .

## Geografia
Pasmo leży w Górach Transantarktycznych w Ziemi Wiktorii w Antarktydzie Wschodniej . Rozciąga się wzdłuż zachodniego brzegu McMurdo Sound między lodowcami Koettlitz Glacier, Skelton Glacier i Lodowcem Ferrara . Najwyższym szczytem pasma jest Góra Listera wznosząca się na wysokość 4025 m n.p.m.
W paśmie znajduje się duża liczba wulkanicznych stożków bazaltowych – ponad 50 szczelin wulkanicznych leży u jego stóp . Leżą tu też dwa drzemiące wulkany Mount Discovery i Mount Morning.

## Historia
Pasmo zostało prawdopodobnie po raz pierwszy zauważone przez Jamesa Clarka Rossa (1800–1862) w 1841 roku . Obszar został odkryty w styczniu 1902 roku i zbadany przez Ekspedycję Discovery (1901–1904) .